# Senat (St. Lucia)

Wappen von St. Lucia

Der Senat von St. Lucia ist das Oberhaus des Parlaments von St. Lucia, ein Inselstaat im Bereich der Westindischen Inseln in der Karibik und Mitglied im Commonwealth of Nations. Das Parlament besteht gemäß Artikel 23 der Verfassung von St. Lucia aus dem jeweiligen britischen Monarchen, dem Senat und dem House of Assembly.

## Zusammensetzung des Senats

Sitzverteilung im Senat von St. Lucia

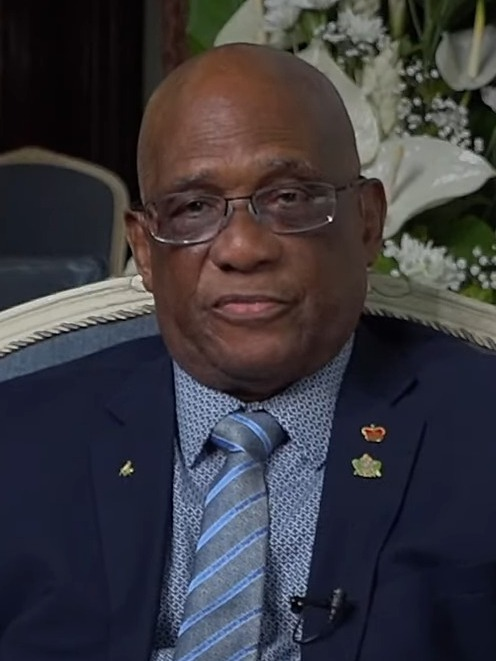
Cyril Errol Charles ist seit 2021 Generalgouverneur von St. Lucia.

Der Senat besteht aus elf Senatoren und weiteren Senatoren, die gemäß Abschnitt 28 der Verfassung vorübergehend ernannt werden. Von den elf Senatoren werden gemäß Artikel 24 der Verfassung sechs vom Generalgouverneur ernannt, der gemäß dem Rat des Premierministers handelt. Weitere drei werden vom Generalgouverneur auf Vorschlag des Oppositionsführers ernannt. Außerdem werden zwei Senatoren vom Generalgouverneur ernannt, der nach eigenem Ermessen handelt, nachdem er die religiösen, wirtschaftlichen oder sozialen Körperschaften oder Vereinigungen konsultiert hat, und er der Meinung ist, dass solche Senatoren ausgewählt werden sollten.
Der derzeitige Senat besteht unter anderem aus folgenden Senatoren:
| Partei | Amtsinhaber              | Bemerkungen                                           |
| ------ | ------------------------ | ----------------------------------------------------- |
| SLP    | Hon. Hermangild Francis  | Minister für Inneres, Justiz und nationale Sicherheit |
| SLP    | Hon. Mary Issac          | Ministerin für Gesundheit und Wohlbefinden            |
| SLP    | Hon. Fortuna Belrose     | Ministerin für Kommunalverwaltung und Kultur          |
| SLP    | Hon. Dr. Ubaldus Raymond | Minister im Finanzministerium                         |
| UWP    | Joachim Henry            | Oppositionsführer                                     |
| UWP    | Guibion Ferdinand        |                                                       |
| UWP    | Jerome Gedeon            |                                                       |

## Senatspräsident und Vizepräsident des Senats

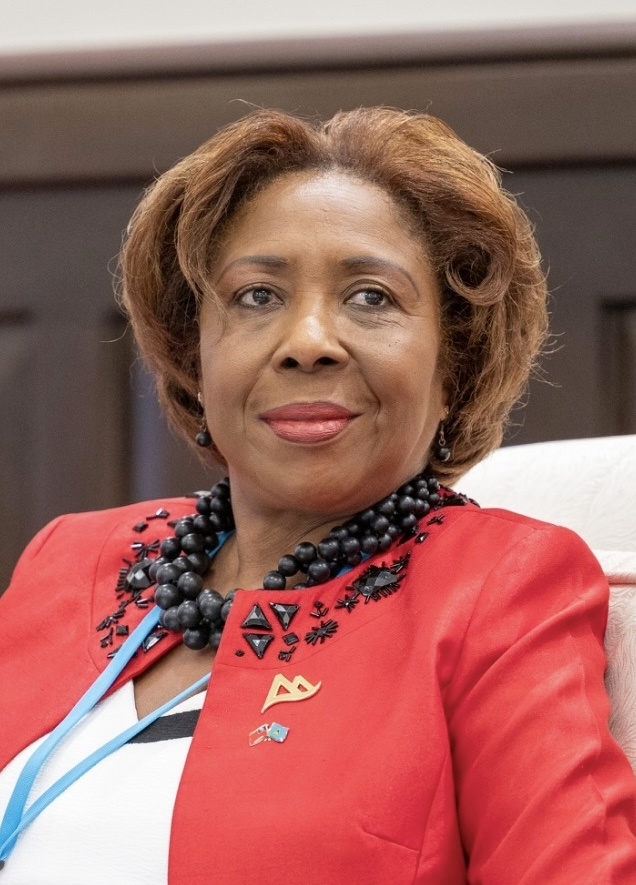
Alvina Reynolds ist seit dem 24. November 2024 Senatspräsidentin

Wenn der Senat nach einer Parlamentsauflösung zum ersten Mal zusammentritt und bevor er mit der Erledigung anderer Geschäfte fortfährt, wählt er gemäß Artikel 29 der Verfassung einen Senator, der kein Minister oder parlamentarischer Staatssekretär ist, zum Präsidenten des Senats. Wenn das Amt des Präsidenten aus anderen Gründen als aufgrund einer Parlamentsauflösung vakant ist, wählt der Senat spätestens in seiner zweiten Sitzung nach der Vakanz einen anderen Senator für dieses Amt. Wenn der Senat nach einer Parlamentsauflösung zum ersten Mal zusammentritt, wählt er so bald wie möglich einen Senator, der kein Minister oder parlamentarischer Staatssekretär ist, zum Vizepräsidenten des Senats. Wenn das Amt des Vizepräsidenten vakant wird, wählt der Senat ebenfalls so bald wie möglich einen anderen Senator für dieses Amt.
Eine Person muss das Amt des Präsidenten oder Vizepräsidenten niederlegen, wenn sie aufhört, Senator zu sein: vorausgesetzt, dass der Präsident sein Amt nicht aus dem bloßen Grund niederlegt, dass er auf Grund einer Auflösung des Parlaments aufhört, Senator zu sein, bis der Senat nach dieser Auflösung zum ersten Mal zusammentritt; wenn er zum Minister oder parlamentarischen Staatssekretär ernannt wird; oder im Falle des Vizepräsidenten, wenn er zum Präsidenten des Senats gewählt wird.
Wenn der Präsident oder Vizepräsident des Senats gemäß Artikel 27 der Verfassung seine Funktion als Mitglied des Senats nicht mehr wahrnehmen darf, darf er auch seine Funktion als Präsident bzw. Vizepräsident, je nach Sachlage, nicht mehr wahrnehmen. Diese Funktion wird, bis er seinen Sitz im Senat aufgibt oder die Funktion seines Amtes wieder aufnimmt, wie folgt ausgeübt:
- im Falle des Präsidenten vom Vizepräsidenten oder, wenn das Amt des Vizepräsidenten vakant ist oder der Vizepräsident seine Funktion als Mitglied des Senats gemäß Artikel 27 der Verfassung nicht mehr wahrnehmen darf, von einem Senator, der kein Minister oder parlamentarischer Staatssekretär ist, den der Senat zu diesem Zweck wählt,
- im Falle des Vizepräsidenten von einem Senator, der kein Minister oder parlamentarischer Staatssekretär ist, den der Senat zu diesem Zweck wählt.

Nimmt der Präsident oder der Vizepräsident gemäß den Bestimmungen von Artikel 27 der Verfassung seine Funktion als Mitglied des Senats wieder auf, nimmt er ebenfalls seine Funktion als Präsident bzw. Vizepräsident wieder auf.
Bei jeder Sitzung des Senats führen gemäß Artikel 44 der Verfassung der Präsident oder in Abwesenheit des Präsidenten der Vizepräsident oder in Abwesenheit des Präsidenten und des Vizepräsidenten ein Mitglied des Senats, das kein Mitglied des Kabinetts oder parlamentarischer Staatssekretär ist, das der Senat oder das Repräsentantenhaus, je nach Sachlage, zu diesem Zweck wählt, den Vorsitz.

## Gesetzgebungsverfahren und Sitzungen des Senats

### Gesetzgebungsverfahren
Der Senat befasst sich unter anderem mit Änderungen der Verfassung gemäß Artikel 41 der Verfassung. Die Gesetzgebungsbefugnis des Parlaments wird gemäß Artikel 47 Absatz 1 der Verfassung durch Gesetzentwürfe ausgeübt, die vom Senat verabschiedet und vom Generalgouverneur gebilligt werden.

### Beteiligung des Senats beim Gesetzgebungsverfahren und Besonderheiten, insbesondere bei Haushaltsgesetzen
Ein anderer Gesetzesentwurf als ein Haushaltsgesetz kann im Senat eingebracht werden; ein Haushaltsgesetz darf jedoch nicht im Senat eingebracht werden. Außer auf Empfehlung des Generalgouverneurs durch einen Minister darf der Senat einen Gesetzesentwurf (einschließlich einer Änderung eines Gesetzesentwurfs) beschließen, der nach Ansicht des Vorsitzenden einen der in Artikel 48 Absatz 2 der Verfassung folgenden Zwecke vorsieht. Wenn ein Haushaltsgesetz, das vom House of Assembly verabschiedet und mindestens einen Monat vor Ende der Sitzungsperiode an den Senat übersandt wurde, nicht innerhalb eines Monats nach Übersendung an den Senat ohne Änderungen vom Senat verabschiedet wird, wird das Gesetz gemäß Artikel 49 der Verfassung, sofern das House of Assembly nichts anderes beschließt, dem Generalgouverneur zur Zustimmung vorgelegt, ungeachtet dessen, dass der Senat dem Gesetz nicht zugestimmt hat. Auf jedem Haushaltsgesetz, das an den Senat übersandt wird, ist die vom Sprecher des House of Assembly unterzeichnete Bescheinigung zu vermerken, dass es sich um ein Haushaltsgesetz handelt; und auf jedem Haushaltsgesetz, das dem Generalgouverneur zur Zustimmung vorgelegt wird, ist die vom Sprecher des House of Assembly unterzeichnete Bescheinigung zu vermerken, dass es sich um ein Haushaltsgesetz handelt und die Bestimmungen eingehalten wurden.
Artikel 50 der Verfassung gilt für alle Gesetzesentwürfe außer Haushaltsgesetzen, die vom House of Assembly in zwei aufeinanderfolgenden Sitzungen verabschiedet werden (unabhängig davon, ob das Parlament zwischen diesen Sitzungen aufgelöst wird oder nicht) und die dem Senat in jeder dieser Sitzungen mindestens einen Monat vor Ende der Sitzung vorgelegt und vom Senat in jeder dieser Sitzungen abgelehnt werden. Ein Gesetzesentwurf, auf den dieser Abschnitt Anwendung findet, wird nach seiner zweiten Ablehnung durch den Senat, sofern das House of Assembly nichts anderes beschließt, dem Generalgouverneur zur Zustimmung vorgelegt, ungeachtet dessen, dass der Senat dem Gesetzesentwurf nicht zugestimmt hat. Für die Zwecke dieses Artikels gilt ein Gesetzentwurf, der dem Senat in einer Sitzung vom House of Assembly zugesandt wird, als derselbe Gesetzentwurf wie ein früherer Gesetzentwurf, der dem Senat in der vorhergehenden Sitzung zugesandt wurde, sofern er bei der Zusendung an den Senat mit dem früheren Gesetzentwurf identisch ist oder nur solche Änderungen enthält, die vom Sprecher des House of Assembly aufgrund der seit dem Datum des früheren Gesetzentwurfs verstrichenen Zeit als notwendig bescheinigt werden oder Änderungen darstellen, die vom Senat in der vorhergehenden Sitzung an dem früheren Gesetzentwurf vorgenommen wurden. Das House of Assembly kann, wenn es dies für angebracht hält, bei der Verabschiedung eines Gesetzentwurfs, der als derselbe Gesetzentwurf wie ein früherer Gesetzentwurf, der dem Senat in der vorhergehenden Sitzung zugesandt wurde, gilt, Änderungen vorschlagen, ohne diese Änderungen in den Gesetzentwurf einzufügen. Solche Änderungen werden vom Senat geprüft und, sofern sie vom Senat angenommen werden, als vom Senat vorgenommene und vom House of Assembly angenommene Änderungen behandelt. Die Ausübung dieser Befugnis durch das House of Assembly berührt jedoch nicht die Wirksamkeit des Artikels 50 der Verfassung im Falle der Ablehnung des Gesetzentwurfs im Senat. In jeden Gesetzentwurf, der dem Generalgouverneur gemäß Artikel 50 zur Zustimmung vorgelegt wird, werden alle Änderungen eingefügt, von denen der Sprecher des House of Assembly bescheinigt, dass sie vom Senat in der zweiten Sitzung am Gesetzentwurf vorgenommen und vom House of Assembly gebilligt wurden. Im Sinne von Artikel 50 der Verfassung gilt ein Gesetzentwurf gemäß Artikel 51 der Verfassung als vom Senat abgelehnt, wenn er ohne Änderung vom Senat nicht verabschiedet wird oder er mit einer Änderung vom Senat verabschiedet wird, der das House of Assembly nicht zustimmt.

### Prüfung der Wahlgesetzgebung
Jeder Gesetzesentwurf und jede vorgeschlagene Verordnung oder sonstige Rechtsakte mit Gesetzeskraft, die sich auf die Wählerregistrierung zum Zwecke der Wahl oder auf die Wahl von Abgeordneten des House of Assembly beziehen, werden gemäß Artikel 52 der Verfassung der Wahlkommission (Electoral Commission) und dem Obersten Wahlbeamten (Chief Elections Officer) zu einem Zeitpunkt vorgelegt, der ihnen ausreichend Gelegenheit gibt, dazu Stellung zu nehmen, bevor der Gesetzesentwurf im Senat oder im House of Assembly eingebracht wird oder, je nach Sachlage, die Verordnung oder sonstige Rechtsakte erlassen wird.

### Verfahrensregelung
Vorbehaltlich der Bestimmungen der Verfassung kann der Senat gemäß Artikel 53 der Verfassung sein eigenes Verfahren regeln und insbesondere Regeln für die ordnungsgemäße Durchführung seiner eigenen Verfahren festlegen. Der Senat kann ungeachtet etwaiger Vakanz in seiner Mitgliedschaft handeln (einschließlich etwaiger Vakanz, die bei der ersten Sitzung nach einer allgemeinen Wahl nicht besetzt wurde), wobei die Anwesenheit oder Teilnahme einer Person, die nicht berechtigt ist, beim Verfahren anwesend zu sein oder daran teilzunehmen, diese Verfahren nicht ungültig macht.

### Abstimmungen
Sofern nichts anderes bestimmt ist, wird gemäß Artikel 46 der Verfassung jede Frage, die dem Senat zur Entscheidung vorgelegt wird, mit der Mehrheit der Stimmen der anwesenden und abstimmenden Mitglieder entschieden. Eine Frage gilt nur dann als durch eine Abstimmung im Senat gültig entschieden, wenn mindestens 6 Mitglieder oder eine vom Parlament festgelegte höhere Zahl von Mitgliedern an der Abstimmung teilnehmen. Der Präsident oder ein anderer Senator, der den Senat leitet, oder ein anderes Mitglied, das den Senat leitet, dürfen nicht abstimmen, es sei denn, bei einer Frage sind die Stimmen gleichmäßig verteilt; in diesem Fall hat er eine entscheidende Stimme und übt diese unter der Voraussetzung aus, dass im Fall der Frage der endgültigen Lesung eines Gesetzesentwurfs oder der Frage eines Antrags auf eine solche Resolution, ein auf diese Weise gewählter Sprecher oder ein anderes Mitglied, das den Senat leitet, eine ursprüngliche Stimme, aber keine entscheidende Stimme hat.

### Strafe für die Teilnahme an der Sitzung ohne Qualifikation
Jede Person, die im Senat sitzt oder abstimmt und dabei weiß oder Grund zu der Annahme hat, dass sie dazu nicht berechtigt ist, macht sich gemäß Artikel 46 der Verfassung einer Straftat schuldig und wird mit einer Geldstrafe von höchstens 100 US-Dollar oder einem anderen vom Parlament festgelegten Betrag für jeden Tag bestraft, an dem sie sitzt oder abstimmt. Eine Strafverfolgung wegen einer Straftat nach diesem Abschnitt wird vor dem Obersten Gerichtshof eingeleitet und darf nur vom Generalstaatsanwalt als Director of Public Prosecutions eingeleitet werden.

## Rechtsstellung und Voraussetzung für Senatoren

### Qualifikationen von Senatoren
Die Senatoren müssen gemäß Artikel 25 der Verfassung bestimmte Qualifikationen haben, so ist vorbehaltlich der Bestimmungen von Abschnitt 26 der Verfassung eine Person für die Ernennung zum Senator qualifiziert, wenn sie mindestens 21 Jahre alt ist, ihren gewöhnlichen Wohnsitz in St. Lucia für einen Zeitraum von 5 Jahren unmittelbar vor dem Datum ihrer Ernennung gehabt hat und sie in der Lage ist, die englische Sprache zu sprechen und, sofern sie nicht durch Blindheit oder andere körperliche Ursachen daran gehindert ist, sie mit ausreichender Kompetenz zu lesen, um aktiv an den Verhandlungen des Senats teilnehmen zu können.

### Disqualifikationen und Senatoren
Andererseits nennt Artikel 26 der Verfassung zahlreiche Ausschlussgründe von Senatoren, so ist jemand nicht für die Ernennung zum Senator qualifiziert, wenn er zum Zeitpunkt seiner Ernennung:
- aufgrund seiner eigenen Handlung in irgendeiner Weise Treue, Gehorsam oder Zugehörigkeit zu einer ausländischen Macht oder einem ausländischen Staat bekundet;
- Geistlicher ist;
- ein nicht entlasteter Bankrotteur ist, der nach einem in irgendeinem Teil des Commonwealth geltenden Gesetz für bankrott erklärt oder anderweitig für bankrott erklärt wurde;
- eine Person ist, die nach einem solchen Gesetz als geisteskrank oder anderweitig als geisteskrank eingestuft wurde;
- er in irgendeinem Teil des Commonwealth unter einem Urteil eines Gerichts steht oder eine Freiheitsstrafe (wie auch immer sie genannt wird) von mehr als 12 Monaten verbüßt, die ihm von einem solchen Gericht auferlegt wurde oder die von einer zuständigen Behörde durch eine andere von einem solchen Gericht gegen ihn verhängte Strafe ersetzt wurde, oder unter einer solchen Freiheitsstrafe steht, deren Vollstreckung ausgesetzt wurde.

Weiterhin kann niemand, der Mitglied des House of Assembly ist oder als Kandidat für die Wahl ins House of Assembly nominiert ist, zum Senator ernannt werden, so dass ein Doppelmandat ausgeschlossen ist.
Wenn das Parlament dies vorsieht und vorbehaltlich eventueller Ausnahmen und Beschränkungen, die das Parlament vorschreiben kann, ist eine Person nicht qualifiziert, zum Senator ernannt zu werden, wenn sie zum Zeitpunkt ihrer Ernennung:
- ein Amt oder eine Stelle innehat oder ausübt;
- einer der Streitkräfte der Krone oder einer Personengruppe angehört, die in einer solchen Streitkraft enthalten ist; oder
- einer Polizeitruppe oder einer Personengruppe angehört, die in einer solchen Truppe enthalten ist.

### „Disqualifikation“ von Senatoren
Wenn der Generalgouverneur der Ansicht ist, dass ein Senator aufgrund einer Krankheit oder Abwesenheit von St. Lucia nicht in der Lage ist, seine Funktion als Mitglied des Senats wahrzunehmen, kann der Generalgouverneur gemäß Artikel 28 der Verfassung erklären, dass dieser Senator dazu nicht in der Lage ist, und eine Person zum Senator für die Dauer der Unfähigkeit des Senators ernennen, um dessen Aufgaben zu erfüllen. Ein Senator, der gemäß diesen Bestimmungen für unfähig erklärt wurde, seine Aufgaben als Mitglied des Senats zu erfüllen, darf nicht an den Sitzungen des Senats teilnehmen, bis er vom Generalgouverneur wieder für fähig erklärt wird, diese Aufgaben zu erfüllen. Unbeschadet der Bestimmungen muss ein ernannter Senator seinen Sitz im Senat räumen, wenn der Senator, aufgrund dessen er ernannt wurde, seine Aufgaben zu erfüllen, wieder für fähig erklärt wird, seine Aufgaben zu erfüllen, oder wenn dieser Senator seinen Sitz räumt.
Bei der Ausübung der ihm durch Artikel 28 der Verfassung übertragenen Befugnisse handelt der Generalgouverneur gemäß dem Rat des Premierministers, wenn der für Unfähigkeit erklärte Senator, der gemäß Artikel 24 auf dessen Rat hin ernannt wurde oder nach eigenem Ermessen nach einer Beratung durch die religiösen, wirtschaftlichen oder sozialen Körperschaften oder Vereinigungen im Sinne von Artikel 24 der Verfassung.

## Ende der Amtszeit von Senatoren
Gemäß Artikel 27 der Verfassung muss ein Senator seinen Sitz im Senat bei der nächsten Parlamentsauflösung nach seiner Ernennung räumen. Außerdem muss ein Senator seinen Sitz im Senat auch räumen, wenn er den Sitzungen des Senats für einen Zeitraum und unter den Umständen fernbleibt, die in der Geschäftsordnung des Senats vorgeschrieben sind, wenn er aufhört, Bürger des Commonwealth zu sein, wenn er mit seiner Zustimmung als Kandidat für die Wahl ins House of Assembly nominiert wird oder wenn er zum Mitglied dieses Unterhauses des Parlaments gewählt wird.
Ferner endet die Amtszeit, wenn er nach den Bestimmungen des Artikel 26 der Verfassung von der Ernennung als solcher ausgeschlossen wäre, oder wenn der Generalgouverneur im Falle eines gemäß Artikel 24 der Verfassung ernannten Senators den Sitz dieses Senators für vakant erklärt.
Wenn ein Senator verurteilt wurde, für geisteskrank erklärt, für bankrott erklärt oder wegen eines Wahldelikts verurteilt oder für schuldig befunden wurde und wenn der Senator gegen die Entscheidung Berufung einlegt, soll er seine Funktion als Mitglied des Senats beenden, aber vorbehaltlich der Bestimmungen dieses Abschnitts soll er seinen Sitz bis zum Ablauf von 30 Tagen danach nicht räumen. Vorausgesetzt, dass der Präsident des Senats auf Antrag des Senators diese Frist von Zeit zu Zeit um weitere 30 Tage verlängert, um dem Senator die Möglichkeit zu geben, gegen die Entscheidung Berufung einzulegen. Jedoch können Fristverlängerungen von insgesamt mehr als 150 Tagen nicht ohne die durch Beschluss ausgedrückte Genehmigung des Senats gewährt werden. Wenn nach der Entscheidung über eine Berufung diese Umstände weiterhin bestehen und dem Senator keine weitere Berufung offen steht oder wenn aufgrund des Ablaufs einer Frist zur Einreichung einer Berufung oder eines entsprechenden Bescheids oder der Ablehnung einer Berufungserlaubnis oder aus einem anderen Grund keine Berufung mehr möglich ist, muss der Senator seinen Sitz räumen. Wenn zu irgendeinem Zeitpunkt vor dem Räumen des Sitzes durch den betroffenen Senator diese Umstände nicht mehr bestehen, wird sein Sitz nach Ablauf einer 30-Tages-Frist nicht frei und er kann seine Funktion als Mitglied des Senats wieder aufnehmen.

## Rechte und Pflichten von Senatoren

### Freiheit der Rede
Unbeschadet etwaiger Bestimmungen des Parlaments in Bezug auf die Befugnisse, Vorrechte und Immunitäten des Senats und seiner Ausschüsse oder die Vorrechte und Immunitäten der Mitglieder und Beamten des Senats sowie anderer an den Geschäften des Senats oder seiner Ausschüsse beteiligter Personen darf gegen gemäß Artikel 42 der Verfassung kein Mitglied des Senats wegen vor dem Senat oder einem seiner Ausschüsse gesprochener oder in einem Bericht an den Senat oder einen seiner Ausschüsse geschriebener Worte oder wegen einer von ihm oder ihr per Petition, Gesetzesentwurf, Resolution, Antrag oder auf andere Weise in den Senat eingebrachten Angelegenheit oder Sache ein zivil- oder strafrechtliches Verfahren eingeleitet werden.

### Amtseid der Senatoren
Jedes Mitglied des Senats muss, bevor es seinen Sitz im Senat einnimmt, gemäß Artikel 43 der Verfassung je nach Sachlage einen Treueeid vor dem Senat ablegen und unterzeichnen, doch kann ein Mitglied vor Ablegen dieses Eides an der Wahl des Präsidenten teilnehmen. Jede Person, die in das Amt des Präsidenten gewählt wird, muss, sofern sie den Treueeid nicht bereits abgelegt und unterschrieben hat, diesen Eid vor dem Senat ablegen und unterzeichnen, bevor sie die Pflichten ihres Amtes antritt.

## Allgemeine Bestimmungen der Verfassung
Einige allgemeine Bestimmungen der Verfassung betreffen den Mitarbeiterstab des Senats und die Rechtsverfahren zu Fragen der Senatsmitgliedschaft.

### Sekretäre des Senats und ihre Mitarbeiter
Es gibt gemäß Artikel 38 der Verfassung einen Sekretär des Senats (Clerk of the Senate). Vorbehaltlich der Bestimmungen eines vom Parlament verabschiedeten Gesetzes sind die Ämter des Sekretärs des Senats und ihrer Mitarbeiter öffentliche Ämter.

### Entscheidung über Fragen der Mitgliedschaft
Der Oberste Gerichtshof (High Court of St. Lucia) ist gemäß Artikel 39 der Verfassung zuständig für die Anhörung und Entscheidung über Fragen, ob eine Person rechtsgültig zum Senator ernannt wurde sowie ein Senator seinen Sitz geräumt hat oder gemäß den Bestimmungen von Artikel 27 der Verfassung verpflichtet ist, seine Funktion als Mitglied des Senats nicht mehr auszuüben. Jeder registrierte Wähler oder der Generalstaatsanwalt (Attorney General) kann beim Obersten Gerichtshof einen Antrag auf Entscheidung stellen, ob eine Person rechtsgültig zum Senator ernannt wurde. Ein Antrag an den High Court zur Entscheidung einer Frage gemäß den Bestimmungen von Artikel 27 der Verfassung verpflichtet ist, seine Funktion als Mitglied des Senats nicht mehr auszuüben, kann von einem registrierten Wähler oder vom Attorney General; oder in Bezug auf den Senat von einem Senator gestellt werden.
Wenn ein Antrag an den High Court zur Entscheidung einer Frage nach diesem Abschnitt von einer anderen Person als dem Attorney General gestellt wird, kann der Attorney General eingreifen und dann im Verfahren erscheinen oder sich vertreten lassen. Die Umstände und die Art und Weise, in der ein Antrag an den High Court zur Entscheidung einer Frage nach diesem Artikel 39 der Verfassung gestellt werden kann, sowie die Auferlegung von Bedingungen, unter denen ein Antrag an den High Court zur Entscheidung einer Frage nach diesem Abschnitt gestellt werden kann, und die Befugnisse, die Praxis und das Verfahren des High Court in Bezug auf einen solchen Antrag werden durch die vom Parlament erlassenen Bestimmungen geregelt.
Gegen eine endgültige Entscheidung des High Court, in der eine Frage nach den Bestimmungen des Artikel 39 entschieden wird, kann von Rechts wegen Berufung beim Berufungsgericht eingelegt werden. Gegen Entscheidungen des Berufungsgerichts im Rahmen der verliehenen Zuständigkeit kann keine Berufung eingelegt werden, und gegen Entscheidungen des Obersten Gerichtshofs in Verfahren nach diesem Abschnitt kann keine Berufung eingelegt werden, es sei denn, es handelt sich um endgültige Entscheidungen, die eine Frage zur rechtsgültigen Ernennung eines Senators oder zu den Maßnahmen nach den Bestimmungen von Artikel 27 der Verfassung klären.
Bei der Ausübung seiner oder ihrer Funktionen nach Artikel 39 der Verfassung unterliegt der Generalstaatsanwalt nicht der Weisung oder Kontrolle einer anderen Person oder Behörde.